# Матричный индикатор

Принцип формирования изображения, используемый в матричных индикаторах с динамическим управлением.

Ма́тричный индика́тор — разновидность знакосинтезирующего индикатора, в котором элементы индикации сгруппированы по строкам и столбцам. Матричный индикатор предназначен для отображения символов, специальных знаков и графических изображений в различных устройствах.
Матричным индикатором принято считать устройство, объединенное в законченном конструктиве — корпусе. В отличие от экрана или дисплея, индикатор имеет ограниченное количество элементов индикации, либо предназначен для отображения одного или небольшого количества символов. Название происходит от понятия матрица (математика).

## Устройство и принцип действия

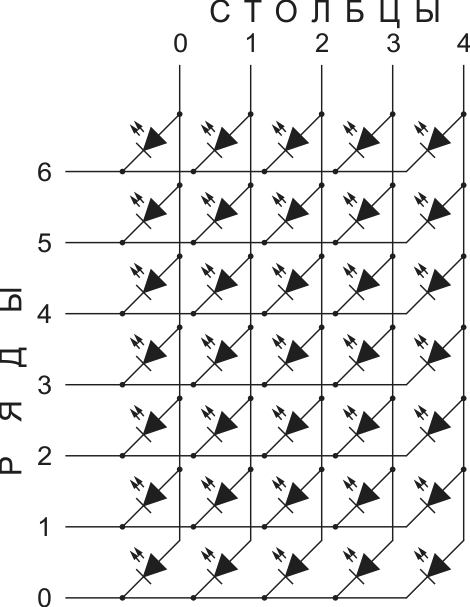
Электрическая схема одноцветного светодиодного матричного индикатора с динамическим управлением.

Матричный индикатор состоит из необходимого, достаточно большого количества однотипных элементов — пикселей, сгруппированных в строки и столбцы. Матричные индикаторы могут группироваться из различных типов элементарных индикаторов-пикселей: жидкокристаллические, светодиодные, люминесцентные, блинкерные и т. п.
По принципу формирования изображения и управлению матричные индикаторы бывают двух видов: статические и динамические (мультиплексные).
В статических матричных индикаторах каждый пиксель имеет индивидуальный драйвер-формирователь напряжения (тока). При небольшом разрешении индикатора (например, 4×4 пикселя), при больших размерах индикатора и большой мощности потребления зачастую дешевле использовать статический способ. Кроме того, такой способ формирования изображения используется в применениях, где требуется низкий уровень электромагнитных помех, так как динамические индикаторы из-за импульсного способа управления создают электромагнитные помехи.
В индикаторах с динамическим способом формирования изображения, управление производится по строкам и столбцам. Одноимённые выводы элементов индикации в строках и столбцах индикатора объединены между собой. Для включения конкретного пикселя необходимо подать напряжение на электрический вывод строки и вывод столбца. На пересечении этих двух координат высветится точка. Также можно одновременно включить и несколько пикселей, принадлежащих одному столбцу (строке). Например, если на вывод одного столбца светодиодного матричного индикатора подать рабочее напряжение, а на контакты определённых строк подать необходимый ток управления, включатся несколько конкретных пикселей, принадлежащих этому столбцу. При таком способе управления в каждый момент времени одновременно включаются элементы только одного столбца или строки. За счёт быстрой динамической смены показываемых строк (столбцов) и инерционности человеческого зрения, или инерционности самих элементов индикации, изображение складывается в картинку.
Формирование изображения на многоцветных индикаторах имеет свои особенности. Например, при использовании полупроводникового двухцветного индикатора с красным и зелёным цветом свечения, в каждом пикселе индикатора присутствуют как минимум два светодиода — красного и зелёного цвета. Управление цветом свечения производится изменением соотношения либо среднего тока через красный и зелёный светодиоды при фиксированном времени горения, либо времени свечения при стабильном токе.

### Управление индикатором
Управление матричным индикатором обычно соответствует мультиплексному принципу формирования изображения и происходит следующим образом: выбирается одна из строк путём подачи питания, при этом сигнал (код) подаётся на те ячейки в строке, которые должны быть включены. Затем выбирается следующая строка и процесс повторяется. Напряжение (ток) на выводах индикатора формируется с помощью управляющей схемы — драйвера.
В устройствах с инерционными элементами индикации, либо бистабильными элементами, состояние каждого пикселя фиксируется с помощью электронной схемы аналогично мультиплексному способу управления. Поскольку каждый пиксель индикатора обладает кратковременной или долговременной памятью состояния, это позволяет существенно снизить частоту циклов управления, вплоть до нуля в случае бистабильного экрана, например, блинкерного, у которых управляющие воздействия производятся только в моменты смены изображения.
Наиболее популярные модели односимвольных матричных индикаторов имеют разрешения 5×7, 5×8 и 8×8 пикселей.
Индикаторы бывают монохромные и многоцветные: в последнем случае каждый пиксель состоит из двух или трёх элементов разных цветов, управляемых отдельно.
Матричные индикаторы могут иметь рамку, не содержащую пикселей и не принимающую участия в формировании знака, либо могут быть бесстыковыми, позволяющими при установке в ряд формировать непрерывную строку символов. Часто из них формируются устройства отображения типа бегущая строка. Выпускаются также готовые блоки для отображения одной или нескольких строк символов.
|  | Бегущая строка на матричных индикаторах |
|  | Пример использования                    |

## Преимущества матричных индикаторов

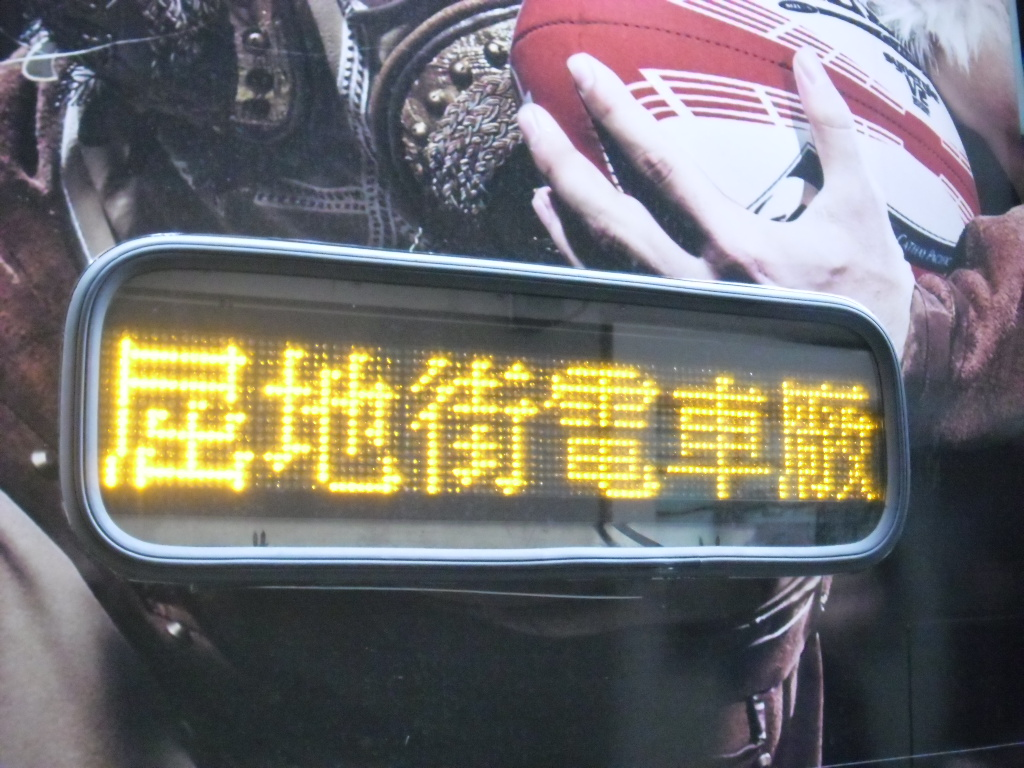
На матричный индикатор можно выводить в том числе иероглифы.

- Большое количество отображаемых символов: цифры, буквы любых алфавитов (зависит от разрешения индикаторов), как заглавные, так и строчные, знаки препинания, псевдографика, и даже простые рисунки;
- Более привычная и легче зрительно воспринимаемая форма символа, по сравнению с сегментными индикаторами, что существенно при отображении букв и других символов.

## Недостатки в сравнении с сегментными индикаторами
- Бо́льшая сложность;
- Более высокая цена;
- Ме́ньшая надёжность за счет бо́льшего количества элементов;
- При использовании без дополнительных запоминающих ячеек для каждого элемента возникает стробоскопический эффект, который особенно заметен при фотографировании с небольшой выдержкой.